# Tratado de San Francisco
El Tratado de San Francisco (サンフランシスコ講和条約 San-Furanshisuko kōwa-Jōyaku?), también conocido como Tratado de Paz con Japón (日本国との平和条約 Nihon-koku to no Heiwa-Jōyaku?), restableció las relaciones pacíficas entre Japón y las Potencias Aliadas en nombre de las Naciones Unidas, poniendo fin al estado de guerra legal y a la ocupación militar, y estableciendo reparación por acciones hostiles hasta la Segunda Guerra Mundial. Fue firmado por 49 naciones el 8 de septiembre de 1951 en San Francisco, Estados Unidos, en el War Memorial Opera House.
El tratado entró en vigor el 28 de abril de 1952. Puso fin al papel de Japón como potencia imperial, asignó indemnizaciones a las naciones aliadas y a los ex prisioneros de guerra que habían sufrido crímenes de guerra japoneses durante la Segunda Guerra Mundial, puso fin a la ocupación aliada de Japón tras la guerra y le devolvió la plena soberanía. Este tratado se basó en gran medida en la Carta de las Naciones Unidas y la Declaración Universal de los Derechos Humanos para enunciar los objetivos de los Aliados. En el Artículo 11, Japón aceptó las sentencias del Tribunal Penal Militar Internacional para el Lejano Oriente y de otros Tribunales Aliados para Crímenes de Guerra, impuestas a Japón, tanto dentro como fuera de Japón.
El tratado de 1951, junto con el Tratado de Seguridad firmado ese mismo día, marca el inicio del Sistema de San Francisco, que define la relación de Japón con Estados Unidos y su papel en el ámbito internacional y caracteriza la historia de posguerra de Japón.

## Países asistentes
Arabia Saudita, Argentina, Australia, Bélgica, Bolivia, Brasil, Camboya, Canadá, Ceilán, Chile, Colombia, Costa Rica, Cuba, Checoslovaquia, Ecuador, El Salvador, Estados Unidos, Etiopía, Filipinas, Francia, Guatemala, Haití, Honduras, Indonesia, Irán, Laos, Líbano, Liberia, Luxemburgo, México, Nicaragua, Noruega, Nueva Zelanda, Países Bajos, Pakistán, Panamá, Paraguay, Perú, Polonia, Egipto, Grecia, Irak, Reino Unido de Gran Bretaña e Irlanda del Norte, República Dominicana, Siria, Turquía, Unión Soviética, Unión Sudafricana, Uruguay, Venezuela, Estado de Vietnam y Japón.
Birmania, India y Yugoslavia también fueron invitadas, pero no participaron. Ni la República de China en Taiwán ni la República Popular de China continental fueron invitadas debido a la guerra civil china y la controversia sobre cuál de los dos gobierno era el legítimo. Tampoco fueron invitadas Corea del Norte y Corea del Sur debido al mismo problema. Tampoco fue invitado Portugal a pesar de haber sido invadido su territorio de Timor Oriental por Japón, habiendo permanecido neutral en la guerra.

## Signatarios y ratificación
48 países participantes firmaron el tratado. La Unión Soviética envió representantes, pero se negó a firmar el tratado debido a desacuerdos con Estados Unidos y el Reino Unido. La Unión Soviética no pondría fin al estado de guerra con Japón hasta 1956. Polonia y Checoslovaquia se negaron igualmente a firmar el tratado, siguiendo los pasos de la Unión Soviética.

## El destino de los territorios japoneses de ultramar
El documento oficialmente renuncia los derechos de tratado de Japón obtenidos del Protocolo Bóxer de 1901 y sus derechos a Corea, Formosa (Taiwán), Hong Kong (una colonia británica), las Islas Kuriles, las Islas Pescadores, las Islas Spratly, Antártida y la isla de Sajalín. El tratado no declara formalmente qué naciones son soberanas en estas áreas, una cuestión que algunos partidarios de la independencia de Taiwán usan para justificar la autodeterminación taiwanesa según el Artículo 77b de la Carta de las Naciones Unidas, que aplica administraciones fiduciarias "a territorios que pueden ser separados de Estados enemigos a consecuencia de la Segunda Guerra Mundial." Sin embargo, excepto las Ryūkyū, las áreas sobre las cuales Japón renunció a la soberanía nunca fueron traídas conforme a ningún arreglo de administración fiduciaria de Naciones Unidas formal y de ahí las especificaciones del Artículo 77 no fueron aplicadas.
El artículo 3 del tratado formalmente pone a las islas Ryukyu, que incluyen Okinawa y los grupos de islas Amami, Miyako y Yaeyama, bajo la administración fiduciaria estadounidense. Las Islas Amami fueron traspasadas finalmente a Japón el 25 de diciembre de 1953 y en 1969 las negociaciones de Estados Unidos con Japón autorizaron la transferencia de autoridad sobre las Ryukyu a Japón para ser puesta en práctica en 1972. En 1972, "la reversión" de los Estados Unidos de las Ryukyu ocurrió junto con el traspaso del control de las Islas Senkaku (deshabitadas) cercanas sin adoptar una actitud en la soberanía última de las Islas Senkaku, que son reclamadas tanto por la República Popular de China como por la República de China (Taiwán).
Por el Artículo 11 Japón aceptó los juicios del Tribunal Militar Internacional para el Lejano Oriente y de otros Tribunales Aliados de Crímenes de Guerra, ambos dentro y fuera de Japón y consintió en cumplir las sentencias impuestas así sobre ciudadanos japoneses encarcelados en Japón.
El documento posterior puso pautas para la repatriación de prisioneros de guerra y renuncia a la futura agresión militar conforme a las pautas puestas por la Carta de Naciones Unidas. El documento anula tratados previos y pone el marco para el estatus actual de Japón de conservar unas fuerzas armadas que son puramente defensivas en naturaleza.
Hay también un poco de ambigüedad en cuanto a qué islas Japón ha renunciado la soberanía. Esto ha conducido tanto al conflicto de las Islas Kuriles como a la disputa de las islas Diaoyutai/Senkaku.
Ni la República Nacionalista de China ni la República Popular comunista de China fueron invitadas a la Conferencia de Paz de San Francisco y por lo tanto ninguno firmó este tratado. La República de China (Taiwán), sin embargo, firmó un Tratado separado de Taipéi con Japón en 1952, que reconoció los términos del Tratado de San Francisco.
Algunos partidarios de la independencia de Taiwán sostienen que el Tratado de San Francisco justifica la independencia de Taiwán porque no concede explícitamente Taiwán a la República de China o a la República Popular de China. Esta justificación legal es rechazada tanto por el gobierno de la República de China como por el de la República Popular, los cuales ambos basan sus reclamaciones legales sobre Taiwán en el Acta de Rendición de Japón que, argumentan, incorpora la Declaración de Potsdam y la Declaración de El Cairo. Además, en años más recientes, partidarios de la independencia de Taiwán más a menudo confiaban en argumentos basados en autodeterminación y soberanía popular y menos en argumentos puramente legales.
La Unión Soviética rechazó firmar el Tratado de San Francisco. Ningún tratado de paz separado ha sido firmado con Japón hasta después de que la Unión Soviética sufrió un colapso en 1991. Esto ha impedido que las disputas territoriales ruso-japonesas hayan sido resueltas.

## Compensación a civiles y prisioneros de guerra aliados
Transferencia de activos extranjeros japoneses
Los activos extranjeros japoneses se refieren a todos los activos poseídos por el gobierno japonés, firmas, organización y ciudadanos privados, en países colonizados u ocupados. De acuerdo con la Cláusula 14 del Tratado, las fuerzas Aliadas confiscaron todos los activos extranjeros japoneses, excepto aquellos en China, que fueron tratados con conforme a la Cláusula 21. China poseyó de nuevo todos los activos japoneses en Manchuria y Mongolia Interior, que incluyó trabajos mineros e infraestructura de ferrocarril. Además, la Cláusula 4 del tratado declaró que "la disposición de propiedad de Japón y de sus ciudadanos ... y sus reclamaciones ... contra las autoridades que actualmente administran tales áreas y los residentes ... será el sujeto de arreglos especiales entre Japón y tales autoridades." Por consiguiente, se considera que Corea también tuvo derecho a los derechos proporcionados por la Cláusula 21.
Activos extranjeros japoneses en 1945 (1945, ¥15=1US$- dólar de Estados Unidos)
- Corea	 ¥70,256,000,000 US$4,683,700,000
- Taiwán	 ¥42,542,000,000 US$2,846,100,000
- China Nororiental	¥146,532,000,000	US$9,768,800,000
- China del Norte	¥55,437,000,000	US$3,695,800,000
- China Centro Sur	¥36,718,000,000	US$2,447,900,000
- Otros	 ¥28,014,000,000 US$1,867,600,000

- Total	¥379,499,000,000	US$25,300,000,000

## Compensación a los prisioneros de guerra aliados
La cláusula 16 del Tratado de San Francisco señala:
En señal de su deseo de indemnizar a aquellos miembros de las fuerzas armadas de los Poderes Aliados que sufrieron privaciones excesivas mientras los prisioneros de guerra del Japón, Japón transferirá sus activos y aquellos de sus ciudadanos en países que eran neutros durante la guerra, o que estaban en la guerra con cualquiera de los Poderes Aliados, o, a su opción, el equivalente de tales activos, al Comité Internacional de la Cruz Roja que liquidará tales activos y distribuirá el fondo consiguiente para asignar agencias nacionales, a beneficio de antiguos prisioneros de guerra y sus familias en tal base cuando esto puede determinar de ser equitativo. Las categorías de activos descritos en el Artículo 14 (a) 2 (II) (ii) por (de v) del Tratado presente serán excluidas de transferencia, así como activos de personas naturales japonesas no residentes de Japón en la primera entrada en vigor del Tratado. Es igualmente entendido que la provisión de transferencia de este Artículo no tiene ninguna aplicación a las 19,770 acciones en el Banco para Establecimientos Internacionales actualmente poseídos por instituciones financieras japonesas.
En consecuencia, Japón pagó £ 4,500,000 a la Cruz Roja.

## Territorios aliados ocupados por Japón
La cláusula 14 del tratado declaró que "Japón firmará puntualmente negociaciones con Poderes Aliados tan deseosos, cuyos territorios presentes fueron ocupados por fuerzas japonesas y dañados por Japón, con miras a la asistencia a compensar aquellos países para el coste de reparar el daño hecho, poniendo los servicios a disposición de las personas japonesas en la producción, salvando y otro trabajo para los Poderes Aliados en cuestión." 
En consecuencia, Filipinas y Vietnam del Sur recibieron la compensación en 1956 y 1959 respectivamente. Birmania e Indonesia no eran signatarios originales, pero ellos más tarde firmaron el tratado bilateral de acuerdo con la Cláusula 14 del Tratado de San Francisco.
Compensación japonesa a los países ocupados durante 1941–45
- Birmania	72,000,000,000 yens	200,000,000 dólares	 5 de noviembre de 1955

- Filipinas	198,000,000,000 yens	550,000,000 dólares	 9 de mayo de 1956

- Indonesia	80,388,000,000 yens	223,080,000 dólares	 20 de enero de 1958

- Vietnam	14,400,000,000 yens	38,000,000 dólares	 13 de mayo de 1959

- Total	¥364,348,800,000	US$1,012,080,000

El último pago fue hecho a Filipinas el 22 de julio de 1976.